# Totul despre Eva
Totul despre Eva  (titlu original: All About Eve) este un film american din 1950 regizat și scris de Joseph L. Mankiewicz. Rolurile principale au fost interpretate de actorii Bette Davis, Anne Baxter, George Sanders și Celeste Holm. A câștigat Premiul Oscar pentru cel mai bun film.

## Prezentare

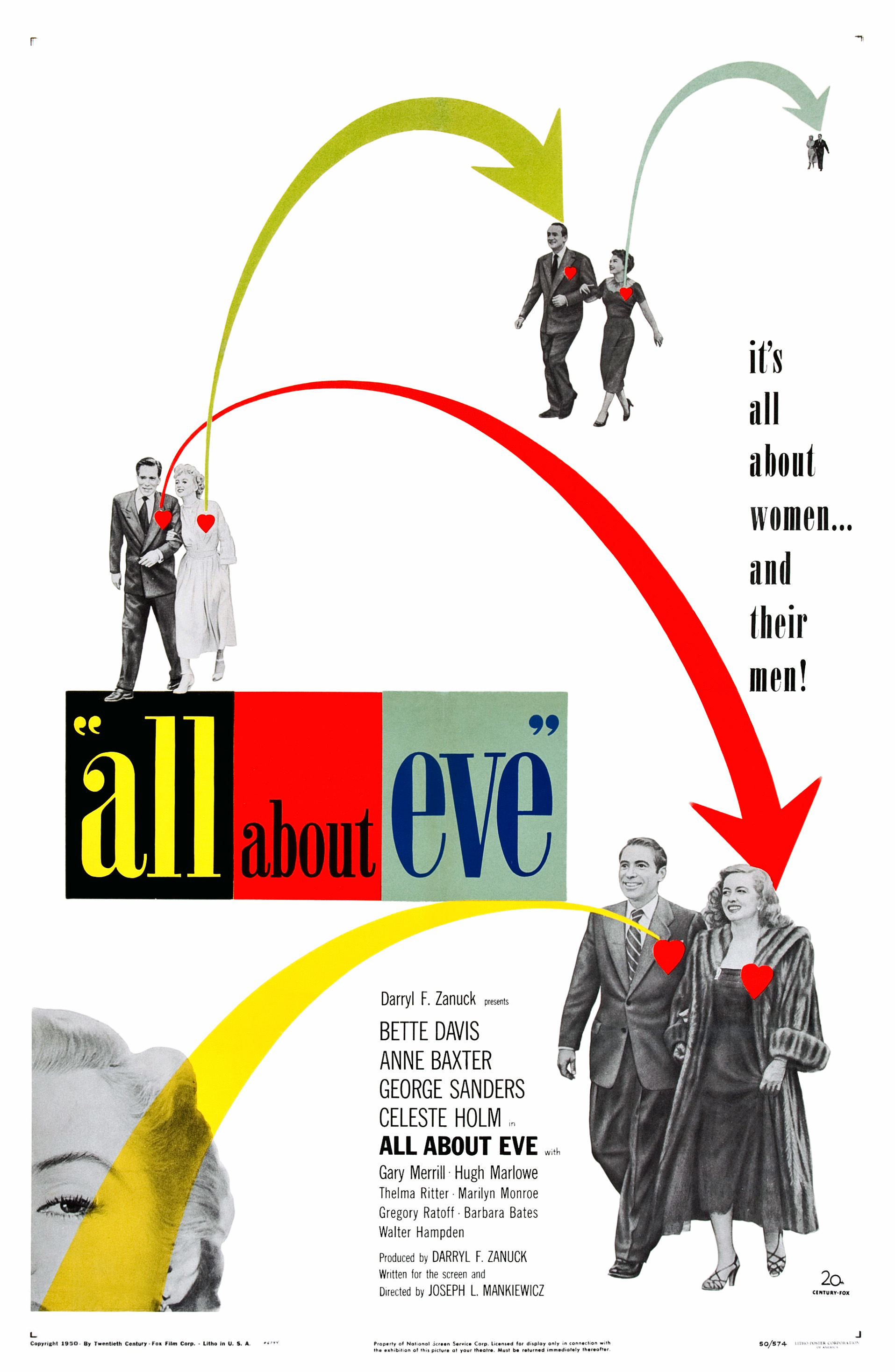
Afișul original al filmului
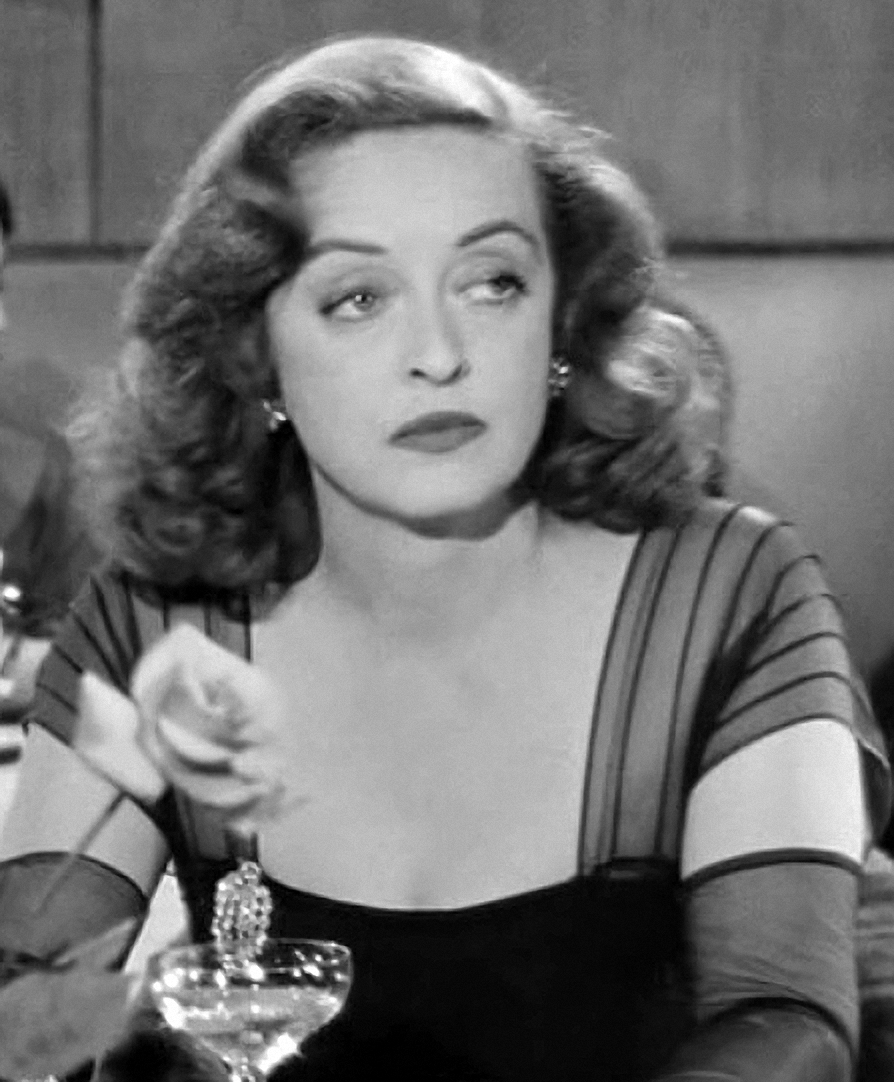
Bette Davis în Totul despre Eva

## Distribuție
- Bette Davis - Margo Channing
- Anne Baxter - Eve Harrington
- George Sanders - Addison DeWitt
- Celeste Holm - Karen Richards
- Gary Merrill - Bill Sampson
- Hugh Marlowe - Lloyd Richards
- Thelma Ritter - Birdie
- Gregory Ratoff - Max Fabian
- Marilyn Monroe - Miss Casswell
- Barbara Bates - Phoebe